# Pest (cantante)
Pest, pseudonimo di Thomas Kronenes (16 settembre 1975), è un cantante norvegese, noto per aver cantato nei Gorgoroth nei loro primi periodi di carriera e anche negli ultimi dopo aver lasciato la band nel 1998.
Tornò appunto nella band nel 2009 cantando per il nuovo album Quantos Possunt ad Satanitatem Trahunt e nella rivisitazione di Under the Sign of Hell del 2011, ma venne poi cacciato dal frontman dei Gorgoroth, Infernus, dopo che egli si rifiutò di seguire la band nel tour in Sud America del 2012. Tuttavia non ha smesso di cantare ed è ora membro dei gruppi Blood Stained Dusk e Octagon.